# Тебе нужен щенок?
«Тебе нужен щенок?» (каз. Саған күшік керек пе?) — цветной детский художественный фильм, снятый режиссёром Канымбеком-Кано Касымбековым в 1994 году на киностудии «Казахфильм».
Экранизация пьесы казахского драматурга Ескена Елубаева.
Премьера фильма состоялась 26 сентября 2005 года.

## Сюжет
Фильм посвящён теме заботы о братьях наших меньших и человечности. В центре сюжета городской внук Азамат, приехавший в гости к родному дедушке и новые приятели мальчика. Как и многие дети, Азамат не равнодушен к бездомным животным. Однажды на улице он находит тройку щенят, которые хотят поиграть с ним. Мальчик решает забрать мохнатых товарищей к себе домой, но там его поступок не спешат одобрять. Особенно, когда новые жильцы начинают метить обувь и понемногу превращать домашний уют в беспорядок.
Дедушка требует у внука в ближайшее время избавиться от щенков. Без него щенки могут попасть в неприятности и даже погибнуть. Большое сердце маленького человека не может этого допустить.

## В ролях
- Азамат Омаров — Азамат, внук
- Атагельды-ага Исмаилов — дедушка
- Тамара Косубаева — бабушка
- С. Мукышев — Спандияр
- Г. Оскенбаева — продавщица
- А. Абитбекова — Аягуль
- Н. Раймкулов — Монти

## Награды
- 2004 — Приз «За лучшее отображение детской тематики» на Втором кинофестивале «Звезды Шакена»
- 2004 — Специальный приз «За самый добрый фильм» на Международном детском кинофестивале «Кинотаврик», Сочи, Россия

## Интересно
Режиссер Канымбек-Кано Касымбеков снял киноленту в 1994 году за рекордно короткий срок — 15 дней. Однако, фильм 10 лет пролежала «на полке».